# Theo Dari
Pour les articles homonymes, voir Dari (homonymie).

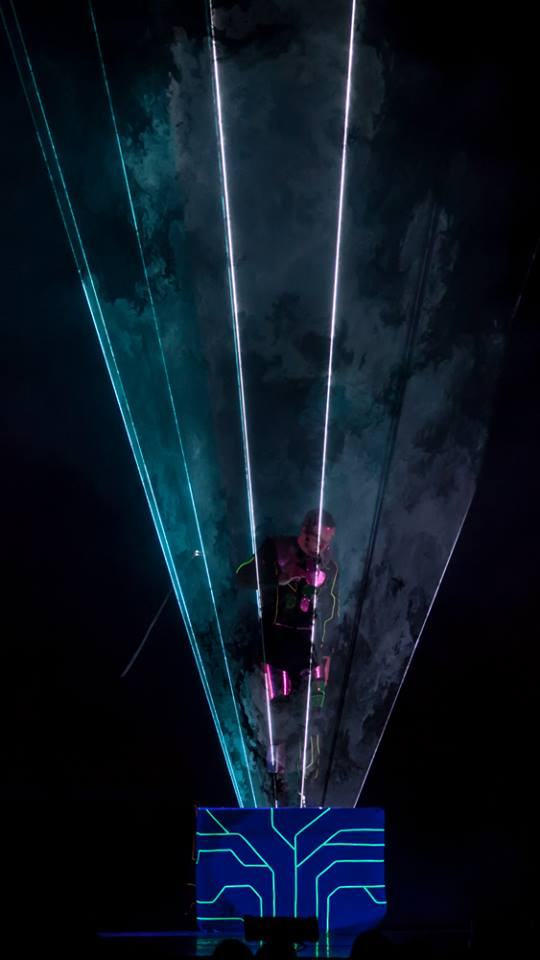
Theo Dari, Arturo Brachetti and Friends, Comedy Majik Cho.

Theo Dari (Thierry Darriné né le 18 mai 1968 à Dax dans les Landes, est un artiste visuel et illusionniste spécialisé dans la manipulation de rayons et de formes laser comme s'il s'agissait de matière solide. Il a développé ce procédé à la fin des années 1990 sous le nom de Laserman Experience, maintenant repris à travers le monde.
Il acquiert sa notoriété dans le monde du spectacle vivant et des arts visuels grâce à ses passages télévisés (finaliste de La France à un incroyable Talent, sur M6 et The Best : Le Meilleur Artiste sur TF1 ou encore Le Plus Grand Cabaret du Monde sur France 2),. Il s'est fait remarquer du grand public lors de ses collaborations avec l'illusionniste américain Criss Angel et Arthuro Brachetti, considéré comme le plus grand maître de la métamorphose au monde.
Il est le fondateur de la société Lasermen composée de performeurs qui se produisent dans le monde entier.

## Biographie

### Genèse
En 1992, Theo Dari, ingénieur en informatique, arrive à Paris et se passionne pour la magie, avec pour principale référence le magicien Jeff Mac Bride. Il commence à travailler ses numéros d'illusionniste et de mime en parallèle de son activité professionnelle. 
Conseillé par d'autres magiciens comme David Stone, Arnaud De Baisieux, Jean-Baptiste Chevalier ou encore Stéphane Vanel, Theo Dari commence ses recherches et réalise plusieurs prototypes pour tordre, couper et restaurer les rayons de lumière. L'objectif final étant de les saisir comme s'ils n'avaient pas de source. En 1997, il donne naissance au concept de manipulation de rayons lumineux.
En 1998, il découvre une application originale de la persistance rétinienne en milieu contrasté qu'il applique au laser. À la suite de cette découverte, il met en scène la première version de son spectacle Laserman, appelée Laserman 2D, basée sur la manipulation de rayons lasers.
Pendant plusieurs années, Theo Dari va produire et développer son show en France et à l’étranger.
En 2003, il ajoute de nouvelles formes et des effets volumétriques à son numéro et lance son nouveau show Laserman 3D, pour lequel il obtiendra la baguette d’argent aux Monte-Carlo Magic Stars, ainsi que le premier prix Applications spéciales à l’ILDA Award (International Laser Display Association), lors de la conférence ILDA annuelle à Bruxelles.
Enfin, la même année, il présente ce spectacle au Championnat du Monde de Magie FISM en 2003 à La Hague, il est alors reconnu comme le créateur du premier numéro de manipulation de lasers au monde.

### Développement et médiatisation
En 2005, pour répondre à la demande croissante, Theo Dari crée la société LASERMEN. Il forme une équipe de 5 performeurs aux secrets de la manipulation laser et multiplie ainsi les représentations de son spectacle à travers le monde.
En 2006, Theo Dari signe un accord de licence avec la société Australienne Oracle Attractions. Il forme le laseriste Glenn Turner aux techniques de manipulation laser et à la performance des numéros Laserman. Il se produira par la suite en Australie et en Nouvelle-Zélande, mais aussi à Singapour, à Hong-Kong, en Inde et en Chine.
En 2010, Disney California Adventure contacte Theo Dari pour placer son numéro en attraction principale des soirées ElecTRONica, en l’honneur du film TRON L’Héritage.
En 2011, il crée Laserman 2.0, une version plus sophistiquée du numéro Laserman, utilisant notamment un laser couleur. Ce numéro sera ensuite exporté au parc Hong-Kong Disneyland pendant un mois.
En 2012, Theo Dari participe à l’émission La France a un Incroyable Talent , présentée par Alex Goude. Il termine 11e en finale. La même année, il crée les Laserfighters, un numéro de combat chorégraphique avec du laser. Ce numéro est réalisé par des cascadeurs d’arts martiaux recrutés spécialement : Mr Puma, Phoenix et Antoine Dupré. Les Laserfighters seront sélectionnés pour participer à l’émission Le Plus Grand Cabaret du Monde, présentée par Patrick Sebastien. Ils participent ensuite à l’émission The Best : Le meilleur artiste, tournée à Paris en juin et en aout 2013. Ils iront jusqu'en finale, où ils présenteront pour la première fois un numéro dans lequel les formes de laser sont « mappées » en temps réel autour d’eux. Il s’agit de l’une des premières applications du système « LAARIS » (Laser Atmospheric Augmented Reality Interactive System), un système de jeux et de shows interactifs basés sur une captation des mouvements humains et de la simulation temps réel d’une interaction physique avec des formes de laser.
En juillet 2013, Théo Dari est sélectionné pour intégrer le Comedy Majic Cho. Ce spectacle est un « Comedy Magic » autour d’Arturo Brachetti, avec d’autres magiciens et artistes visuels, mis en scène par Serge Denoncourt à Montréal, où il se produit pendant tout le mois de juillet 2013.
De 2013 à 2014, Théo Dari continuera à se produire dans ce spectacle au Théâtre du Gymnase, au Théâtre du Palais Royal, puis en tournée en alternance avec ses remplaçants, en France, en Belgique et en Suisse.

### Diversification, formation et collaborations
En 2014, la société Dreamworks fait appel à Theo Dari pour créer un numéro visuel sur mesure pour présenter leurs projets de films d'animation à Las Vegas. La même année, Theo Dari obtient un deuxième ILDA Award (International Laser Display Association) à Las Vegas, dans la catégorie Innovative Applications, pour son système de laser interactif « LAARIS » (Laser Atmospheric Augmented Reality Interactive System).
En 2015, la société de Franco Dragone (Les Productions du Dragon) fait appel à Theo Dari pour une série de spectacles représentés au Harbin Workers Stadium à Harbin en Chine. Il crée également le finale du spectacle Alienation pour le Parc Gardaland en Italie, ainsi qu’un effet de Diabolo Laser pour le jongleur Alex Durand. Theo Dari crée aussi un numéro de manipulation laser similaire à son Laserman 3D, appelé Future Laserman pour le magicien Paolo Carta. Il travaille ensuite sur un numéro de manipulation laser pour Arturo Brachetti, pour sa tournée Che Sorpresa ! qui se produira dans toute l’Italie pendant plusieurs mois. Il crée également un numéro de laser comique pour le présentateur et metteur en scène Alex Goude, pour son spectacle Twisted Vegas représenté au Casino Westgate Resort à Las Vegas. Enfin, il conçoit et fabrique un système d’effet spécial Alarme Laser pour la pièce de théâtre Tous des malades, représentée tout l’été au Palais des Glaces à Paris.
En 2016, Theo Dari conseille Criss Angel pour la création d’un effet laser du type explosion en couleur. Cette même année, il conçoit pour Ubisoft la programmation laser interactive d’une « map » du jeu Just Dance 2017. Il s’agit de la map sur la musique Radical par Dyro & Dannic. Puis, il prépare un numéro de manipulation laser pour la comédie musicale Timéo, sur le titre La femme electro chantée par Véronique Sévère.
Avec plus de 3000 représentations sur les cinq continents, ses numéros sont aujourd’hui reconnus comme une référence parmi les attractions visuelles innovantes. L’ouverture du Hanovre Messe, le lancement de produits Microsoft Moyen-Orient, le Noël de l’Élysée, l’ouverture de soirées électro avec Martin Solveig, DJ Tiesto sont quelques exemples d’événements dans lesquels ses numéros se sont illustrés.
En 2017, en parallèle de ses spectacles, Theo Dari développe la partie recherches et engineering de sa société pour appliquer l'interaction avec le laser à d'autres domaines que le spectacle, notamment à destination du grand public : jeux interactifs, ping-pong laser, attractions sur glace…

## Prix et distinctions
- Baguette d’argent aux Monte-Carlo Magic Stars - Monte Carlo - 2003
- 1er prix Applications spéciales à ILDA Award (International Laser Display Association) - Bruxelles - 2003
- Finaliste dans  La France a un Incroyable Talent, M6 - Paris - 2012
- Finaliste dans The Best : Le meilleur artiste, TF1 - Paris - 2013
- 1er prix Applications Innovantes à ILDA Award (International Laser Display Association) - Las Vegas - 2014